# Gert Haucke

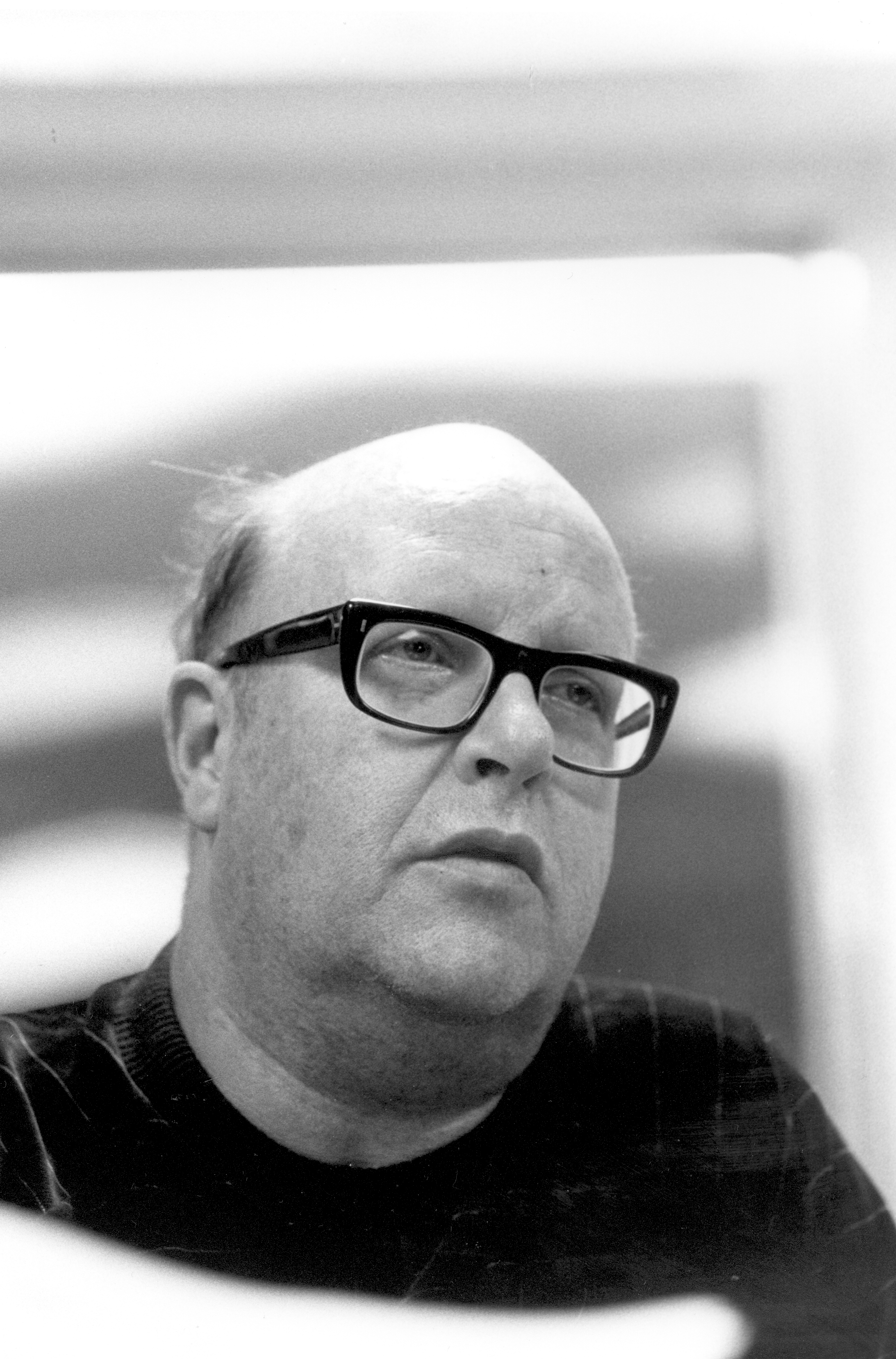
Der Schauspieler Gert Haucke im Hörspielstudio von 1986

Gert Haucke (* 13. März 1929 in Berlin; † 30. Mai 2008 in Lüneburg) war ein deutscher Schauspieler, Hörspielsprecher und Schriftsteller (Sachbuchautor).

## Leben

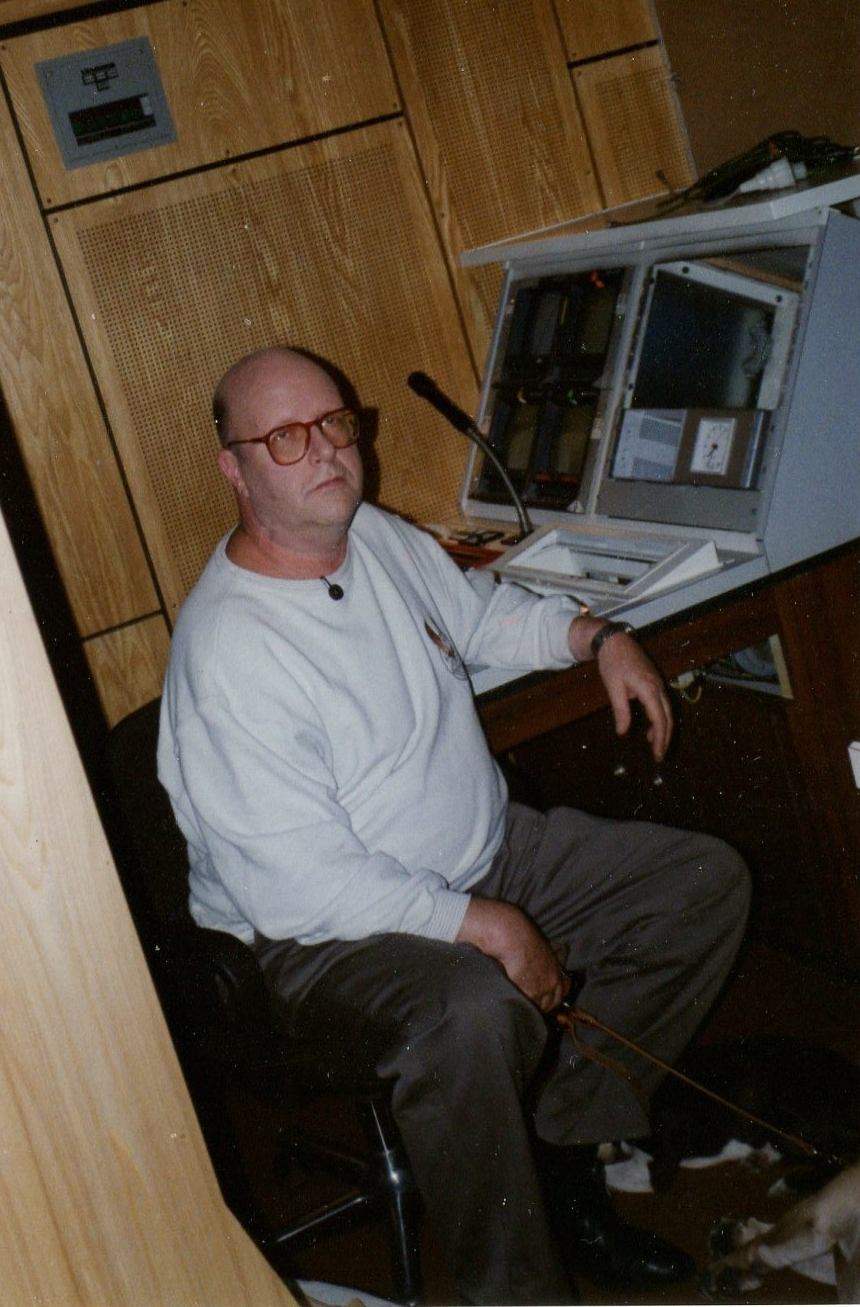
Gert Haucke um 1988

Gert Haucke wurde als Sohn des Rechtsanwalts Walter Haucke am Kurfürstendamm in Berlin geboren und wuchs in der Uckermark auf. Sein Bühnendebüt gab Haucke 1947 unter Boleslaw Barlog am Schillertheater in Berlin, wo er bis 1951 beschäftigt blieb. Weitere Bühnenstationen waren Hamburg, Buenos Aires und Lübeck.
Daneben arbeitete Haucke als Nachrichtensprecher beim RIAS Berlin und lieh seine Stimme zahlreichen Hörspielproduktionen. Besonders populär wurde er dabei als Vater in der Hörfunkreihe Papa, Charly hat gesagt… aus der Feder seiner Schwester, der Schriftstellerin Ursula Haucke. Für diese Rolle wurde er mit dem Goldenen Mikrophon ausgezeichnet. Im norddeutschen Raum sehr beliebt war er auch als Erzähler in der Hörspielkrimiserie zum Mitraten Zeus Weinsteins Abenteuer von Peter Neugebauer, die der NDR über fünf Staffeln von 1972 bis 1984 in 63 Folgen ausstrahlte. In den Jahren 1985 bis 1987 sprach Haucke unterschiedliche Rollen in den Hörspielen Das Brillenetui, Verständigung, Lohn der Arbeit, Frohe Weihnacht, Gleichbehandlung, Peepshow, Der Mantel und Zukunft mit Vergangenheit von Heinz-Werner Geisenberger beim Hessischen Rundfunk.
1962 gab er in Fritz Genschows Märchenfilm Rumpelstilzchen sein Leinwanddebüt. Es folgten über hundert Auftritte in Film und Fernsehen, wobei der facettenreiche Darsteller Haucke oft aufgrund seiner großen und mächtigen Erscheinung und seiner markanten Stimme auf ungeschlachte und negative Charaktere besetzt wurde. So sah man ihn 1967 in dem Durbridge-Mehrteiler Ein Mann namens Harry Brent in der Rolle des William Brother, der am Schluss als Täter entlarvt wurde. In der Fernsehserie Hamburg Transit (1970) hingegen erlebte man ihn als Kommissar John auf der anderen Seite des Gesetzes. Er spielte auch in Filmkomödien neben Dieter Hallervorden (Didi auf vollen Touren), Thomas Gottschalk (Die Supernasen) und Heinz Rühmann (Hokuspokus), in Fernsehsatiren wie Halali oder Der Schuß ins Brötchen und in Fernsehspielen wie Heinrich Breloers Kollege Otto (hier verkörperte Haucke den Alfons Lappas). Haucke übernahm auch Rollen in Kinofilmen, darunter Die Verrohung des Franz Blum (neben Jürgen Prochnow) und Der Stoff aus dem die Träume sind (nach Johannes Mario Simmel) sowie in Krimis aus der Tatort-Reihe, dem Jerry-Cotton-Thriller Der Tod im roten Jaguar und preisgekrönten Fernsehproduktionen über die Zeit des Nationalsozialismus, wie Tadellöser & Wolff (nach Walter Kempowski), Die Geschwister Oppermann (nach Lion Feuchtwanger) und Ralph Giordanos Die Bertinis (hier als brutaler Gestapo-Mann). Daneben hatte er zahlreiche Gastauftritte und wiederkehrende Rollen in Fernsehserien wie Freunde fürs Leben, Ein Bayer auf Rügen und Der Landarzt.
Darüber hinaus engagierte sich der Tierschützer Haucke umfangreich für Rechte von Hundehaltern und verfasste sehr viele Artikel, Kurzgeschichten, Jugendromane und Erzählungen um und über Haustiere. Er ist Mitverfasser des 1993 erschienenen Sachbuchs Die Sache mit dem Hund. 100 Rassen kritisch unters Fell geschaut und viele Tipps, wie man sich den Hund zum Freund macht.
Gert Haucke war verheiratet mit der 2004 verstorbenen Ute Blaich. Er selbst verstarb am 30. Mai 2008 im Klinikum Lüneburg an den Folgen eines Herzinfarkts, den er am 21. Mai 2008 am Steuer seines Wagens in Salzhausen erlitten hatte.

## Filmografie (Auswahl)
- 1962: Rumpelstilzchen
- 1965: Ein Tag – Bericht aus einem deutschen Konzentrationslager 1939
- 1965: Bernhard Lichtenberg
- 1966: Hokuspokus oder: Wie lasse ich meinen Mann verschwinden…?
- 1966: Intercontinental Express – Reise an die Grenze (Fernsehserie)
- 1966: Hafenpolizei – Die Pokerpartie (Fernsehserie)
- 1966: Ganovenehre
- 1968: Der Tod im roten Jaguar
- 1968: Ein Mann namens Harry Brent (nach Francis Durbridge)
- 1969: Der Kidnapper (Fernsehfilm)
- 1969: Die Unverbesserlichen und ihre Menschenkenntnis (Fernsehserie)
- 1969: Ein Jahr ohne Sonntag
- 1969: Polizeifunk ruft – Das Messer (Fernsehserie)
- 1970: Hamburg Transit (Fernsehserie)
- 1971: Der Kommissar – Lisa Bassenges Mörder (Fernsehserie)
- 1971: Schneewittchen
- 1972: Wir 13 sind 17 (Fernsehserie)
- 1972: Agent aus der Retorte
- 1972: Der Stoff aus dem die Träume sind
- 1972: Hoopers letzte Jagd (TV-Zweiteiler)
- 1972: Ludwig – Requiem für einen jungfräulichen König
- 1973: Tatort – Kressin und die zwei Damen aus Jade (TV-Reihe)
- 1973: Bauern, Bonzen und Bomben
- 1973: Der Lord von Barmbeck
- 1973: Black Coffee (Fernsehfilm nach Agatha Christie)
- 1974: Die Verrohung des Franz Blum
- 1974: Konfrontation
- 1974: Motiv Liebe - Ich wollte, dass er glücklich ist (Fernsehserie)
- 1974: Der kleine Doktor – Ein Holländer in Paris   (Fernsehserie)
- 1974: Okay S.I.R. – Einen für den anderen (Fernsehserie)
- 1975: Derrick – Alarm auf Revier 12  (Fernsehserie)
- 1975: Das Messer im Rücken
- 1975: Tadellöser & Wolff (Fernsehmehrteiler)
- 1976: Verlorenes Leben
- 1976: Ketten
- 1977: Der Alte – (Folge 1: Die Dienstreise) - Pilotfilm der Fernsehreihe
- 1978: Ein Mann will nach oben
- 1978: Kommissariat 9 – Konjunkturbelebung  (Fernsehserie)
- 1979: Sonne, Wein und harte Nüsse – Die Sache mit dem Backofen (Fernsehserie)
- 1980: Land, das meine Sprache spricht
- 1981: Der König und sein Narr
- 1982: Die Barrikade
- 1982: Der Alte – Folge 57: Teufelsküche
- 1982: Wir
- 1983: Die Geschwister Oppermann
- 1983: Die Matrosen von Kronstadt
- 1983: Die Krimistunde (Fernsehserie, Folge 5, Episode: „Der Handschuhtäter“)
- 1983: Die Supernasen
- 1983: Nordlichter: Geschichten zwischen Watt und Weltstadt
- 1983: Is was, Kanzler?
- 1984: Der Ausflug, ein Betriebsausflug
- 1985: Didi und die Rache der Enterbten
- 1985: Mit Axel auf Achse
- 1985: Seitenstechen
- 1985: Ein Heim für Tiere (Fernsehserie, zwei Folgen)
- 1985: Geschichten aus der Heimat (Fernsehserie) Episode: Der Käpt'n
- 1986: Geschichten aus der Heimat (Fernsehserie) Episode: Loreley in Kollerum
- 1986: Geschichten aus der Heimat (Fernsehserie) Episode: Der Gebrauchtwagen
- 1986: Die Krimistunde (Fernsehserie, Folge 20, Episode: „40 Detektive später“)
- 1986: Didi auf vollen Touren
- 1987: Großstadtrevier – Geleimt  (Fernsehserie)
- 1987–2004: Der Landarzt als Bruno Hanusch
- 1988: Fifty-Fifty
- 1988: Didi – Der Experte
- 1988: Geschichten aus der Heimat (Fernsehserie) Episode: Ein ungewöhnlicher Fall
- 1989: Derrick – Wie kriegen wir Bodetzki (Fernsehserie)
- 1989: Die Bertinis
- 1989: Ein Fall für zwei – Zyankali
- 1990: Die Frosch-Intrige
- 1991: Kollege Otto
- 1991: Ein Fall für zwei – Tod frei Haus
- 1993: Ein Bayer auf Rügen
- 1993: Fünf Millionen und ein paar Zerquetschte
- 1993: Liebe ist Privatsache (Fernsehserie)
- 1993: Das Traumschiff – Hongkong
- 1994: Halali oder Der Schuss ins Brötchen
- 1994: Ihre Exzellenz, die Botschafterin (Fernsehserie)
- 1995: Tatort – Tödliche Freundschaft
- 1996: Diebinnen
- 1997: Großstadtrevier – Brennende Probleme  (Fernsehserie) (als Jakob Meier)
- 1998: Männer sind was Wunderbares (Fernsehreihe)
- 1999–2001: Freunde fürs Leben (Fernsehserie) als Heinz Otto

## Theater
- 1965: Félicien Marceau: Der Manager – Regie: Dieter Reible (Renaissance-Theater Berlin)

## Hörspiele (Auswahl)
- 1968: Ephraim Kishon: Zieh den Stecker raus, das Wasser kocht – Regie: Wolfgang Spier (Hörspiel – RIAS)
- 1970: Raymond Chandler: Stichwort Goldfisch – Regie: Hermann Naber (Kriminalhörspiel – SWF/WDR)
- 1971: Eva Maria Mudrich: Das Experiment - Regie: Fritz Schröder-Jahn
- 1972–1984: Ingrid Hessedanz und Klaus Emmerich: Papa, Charly hat gesagt... –  (Hörspielreihe – NDR/ARD)
- 1974: Tankred Dorst: Auf dem Chimborazo – Regie: Ulrich Gerhard (Hörspiel (Kunstkopf) – BR/RIAS Berlin/SDR)
- 1976: Lisa Kristwaldt: Tag der Verkäuferinnen – Regie: Richard Hey/Lisa Kristwaldt (Feature – NDR)
- 1980: Die Kanincheninsel (Hörspiel Teldec)
- 1983: Günter Müller Die Schwimmer (Hörspiel Westdeutscher Rundfunk)
- 1984: Fritz Mikesch Das Profil der Gemütlichkeit – Regie: Michael Gaida (Hörspiel – NDR)
- 1984: Per Wahlöö: Mord im 31. Stock – Regie: Gottfried von Einem (Kriminalhörspiel – RB)
- 1986: Horst Bieber: Der Irrtum – Regie: Albrecht Surkau (Kriminalhörspiel – WDR)
- 1998: Michail Bulgakow: Der Meister und Margarita (Kaiphas) – Regie: Petra Meyenburg (Hörspiel (30 Teile) – MDR)
- 1999: Ingomar von Kieseritzky: Fin de Partie - oder - Das Rauschen des Äthers (Buss) – Regie: Götz Fritsch (HR)
- 2007: Gisbert Haefs: Das Triumvirat hext (Oberst a. D. Albrecht) – Regie: Christoph Pragua (Hörspiel – WDR)

## Literarische Werke
- 1991 Koschka. Sieben Kapitel aus dem Leben einer Katze. Rowohlt 1997, ISBN 3-499-20849-0.
- 1993 Mops und Moritz. Rowohlt 1993, ISBN 3-499-20674-9, (Jugendbuch).
- 1993 Die Sache mit dem Hund. 100 Rassen kritisch unters Fell geschaut und viele Tips, wie man sich den Hund zum Freund macht. (mit Heiko Gebhardt), Heyne 1993, ISBN 3-453-06024-5.
- 1996 Shir Khan. Fischer 1996, ISBN 3-596-80067-6.
- 1997 Hund aufs Herz. Rowohlt 1997, ISBN 3-499-60444-2.
- 2001 Mein allerbester Freund. (mit Barbara Treskatis), Aufbau-Verlag 2001, ISBN 3-351-04018-0.
- 2009 WarteSchleife – Unfrisiertes von Gert Haucke. KSP-Verlag 2009, ISBN 978-3-00-027502-9.